# Manoutchar III Jakéli
Manoutchar III Jakéli (mort en 1625) est prince ou atabeg du Samtskhe de 1614 à 1625.

## Biographie
Manoutchar III Jakéli est le fils et homonyme du prince Manoutchar II Jakéli.
Il accompagne son père à la cour séfévide où il est confirmé comme futur « atabeg » du Samtskhe par Chah Abbas Ier. Jusqu’en 1608, il  reprend le combat contre les Ottomans qui voulaient à nouveau assujettir la Géorgie occidentale, mais il est contraint  de se réfugier au Karthli.
Après la disparition de son père en 1614, il se proclame « atabeg de Samtkhe » et devient le chef de file de la résistance aux Ottomans dans le sud de la Géorgie. Il doit combattre le pacha d’Erzurum, qui est chargé par le gouvernement ottoman de contrôler le Samtkhe et qui dévaste la région en 1624.
Il se rend ensuite au Karthli, où il soutient avec 300 cavaliers le combat de Georges Saakadzé qui, à cette époque, est opposé aux Perses, et se distingue lors de la bataille de Marabda.
Comprenant qu’il ne peut plus continuer à maintenir son indépendance contre les deux puissances musulmanes dominantes qui se partagent la région, il décide en 1625 de se réconcilier avec les Ottomans. Il se rend à Istanbul et reçoit la confirmation de son titre d’atabeg du Samtskhe et de prince chrétien vassal. Sur le chemin du retour, il rend visite à son oncle Béka III Paul Jakéli, qui n’hésite pas à l’empoisonner et à apostasier en se  convertissant à l'islam sous le nom de  « Saphar Pacha », pour recevoir à son tour des Ottomans l'investiture pour le Samtskhe.